# Финансовые пирамиды в Албании
Финансовые пирамиды в Албании появились в 1991 году после окончательного отстранения коммунистов от власти. Первую пирамиду создал Хайдин Сейдия (алб. Hajdin Sejdia), а после начала строительства гостиницы в центре Тираны сбежал в Швейцарию с суммой в несколько миллионов долларов США. Территория, где собирались построить гостиницу, в народе была прозвана «Дырой Хайдина Сейдии»: попытка обустроить на месте гостиницы парк провалилась, и в итоге этот район облюбовали проститутки. Впоследствии некоторые из кредиторов Сейдии были убиты, а часть сумм, как предполагается, осела на счетах в зарубежных банках. По обвинению в мошенничестве и организации финансовых пирамид был арестован также бывший экономический советник премьер-министра Фатоса Нано, в итоге севший в тюрьму.
Банкротство более 25 фирм и итоговый развал всех финансовых пирамид привёл к серии массовых беспорядков в 1997 году, поставивших страну на грань гражданской войны. Всего у албанских граждан организаторы финансовых махинаций отобрали разными способами около 1,2 млрд долларов США.

## Пирамиды

### Sudja
В 1993 году Максуде «Судья» Кадёна, работавшая на обувном заводе, основала фирму «Sudja». За мошенничество Кадёна была арестована албанской полицией, но, по иронии судьбы, её задержали в полуразвалившемся доме. Пирамида действовала на территории Тираны, и её развал стал одним из поводов для беспорядков.

### Vefa
Крупнейшей пирамидой Албании была «Vefa Holding», основанная в 1994 году Вехби Алимуджа и действовавшая по всей стране, вкладываясь в строительство гостиниц, заправок, магазинов и заводов. 26 мая 1996 года в супермаркете «Vefa» прогремел взрыв, за несколько недель до выборов в стране. В 1998 году компания обанкротилась, а её президент отправился за решётку.

### Gjallica
Фирма «Gjallica» была создана тремя бывшими сотрудниками госбезопасности, уроженцами Кукеса, а во главе компании стоял Шесмие Кадрия. Центр — Влёра. 5 февраля 1997 года компания обанкротилась, что вызвало волну протестов и антиправительственных выступлений во Влёре.

### Demokracia Popullore — Xhaferri
Этот фонд появился в 1995 году, действуя в деревнях Люшня, Фиери и Берат; де-факто это была одна из самых сильных финансовых пирамид в стране. 22 января 1997 года был арестован её создатель Ррапуш Джаферри, арест привёл к массовым протестам в Люшне 24 и 25 января.

### Populli
Компания «Populli» появилась 16 июля 1996 года, действуя на той же территории, что и «Xhaferri». Во главе компании стоял бывший сотрудник госбезопасности Албании Башким Дриза, который финансировал предвыборные кампании оппозиционных албанских партий. В 1997 году он сбежал из страны на вертолёте в разгар беспорядков.

### Другие
Помимо вышеуказанных, в стране действовали финансовые пирамиды с названиями «Kamberi», «Cenaj», «Silva», «Malvasia», «Kambo», «Grunjasi», «Dypero», «Bashkimi», «Beno», «Pogoni», «B&G», «Kobuzi», «Arkond», «Adelin», «A. Delon», «Agi», «M. Leka Company», «Global Limited Co.» и «Çashku».

## Рейтинг по числу кредиторов
| пирамида | кредиторов |
| -------- | ---------- |
| VEFA     | 59 005     |
| Cenaj    | 19 078     |
| Kamberi  | 13 241     |
| Sude     | 12 991     |
| Beno     | 10 793     |
| Gjallica | 8632       |
| Silva    | 4490       |
| M.Leka   | 2464       |
| Global   | 1793       |
| итого    | 132 487    |